# Хаапай (округ)
19°48′12″ пд. ш. 174°20′56″ зх. д. / 19.80333° пд. ш. 174.34889° зх. д.
Хаапай (тонг. Ha'apai, англ. Ha'apai) — один з п'яти округів Королівства Тонга, розташований в центральній частині країни, на островах Хаапай.

## Географія
Округ Хаапай розташований на 62-ох островах острівної групи (архіпелагу) Хаапай в центрально-південній частині Королівства Тонга, за 204 км на північ від найбільшого і головного острова архіпелагу Тонга — Тонгатапу (округ Тонгатапу). На півночі округ межує з острівною групою Вава'у (округ Вава'у).

## Населення
Зміна чисельності населення округу Хаапай за переписом станом на листопад місяць, з 1976 по 2011 роки:
| Роки                        | 1976   | 1986  | 1996  | 2006  | 2011  |
| --------------------------- | ------ | ----- | ----- | ----- | ----- |
| Чисельність населення, осіб | 10 792 | ▼8919 | ▼8138 | ▼7570 | ▼6616 |

Основними островами, які мають постійне населення є Ліфука, Фоа, Уїха, Номука та Манго. З 62 островів архіпелагу 17 мали постійне населення, яке розосереджене по більш ніж тридцяти селах.

## Адміністративний поділ
Округ Хаапай розташований на групі островів Хаапай. Адміністративний центр і найбільший населений пункт округу — місто Пангаї (1556 осіб, 2012) знаходиться на західному узбережжі острова Ліфука.
Округ ділиться на шість районів:
- район Лулунга, займає населені острови Коту, Матуку, Оу'а, Тунгуа, Фотуха'а та Ха'афева і ще порядком одного десятка незаселених островів, з загальною кількістю населення 1055 осіб (2011), яке проживає в шістьох однойменних населених пунктах (селах): Коту, Матуку, Оу'а, Тунгуа, Фотуха'а та Ха'афева[5];
- район Му'ому'а (Номука), займає населені острови Манго, Номука, Фоноїфуа з населенням 609 осіб (2011), яке проживає в трьох однойменних населених пунктах (селах): Манго, Номука, Фоноїфуа.
- район Пангаї (Ліфука), розташований на острові Ліфука з населенням 2410 осіб (2011), яке проживає в чотирьох населених пунктах: Коуло, Пангаї, Хіхіфо та Холопека.
- район Уїха, займає населені острови Лофанга та Уїха з населенням 672 особи (2011), яке проживає в трьох населених пунктах (селах): Лофанга, Уїха та Фелемеа.
- район Фоа, розташований на острові Фоа з населенням 1359 осіб (2011), яке проживає в шістьох населених пунктах (селах): Лотофоа, Факале'оунга, Фалелоа, Фотуа, Ха'атеїхо-Сі'ї та Ха'афакахенга.
- район Хаано, займає населені острови Мо'унга'оне та Хаано з населенням 511 осіб (2011), яке проживає у п'ятьох населених пунктах (селах): Мо'унга'оне, Муїтоа, Пукотала, Факакаї та Хаано.